# Église de l'Assomption de Verchinino
L'église de l'Assomption de la Vierge Marie (en russe : Церковь во имя Успения Божией Матери), construite en pierre, est située dans l'ancien village de Verchinino, dans le raïon de Plessetsk, dans l'oblast d'Arkhangelsk, en fédération de Russie.
Elle est classée dans la liste de l'héritage patrimonial de la Russie d'intérêt régional sous le no 291710953000005. Elle appartient au style néo-russe, le bâtiment datant de la seconde moitié du XIXe siècle, alors que la première église sur ce site remonte au XVIIe siècle.
Grâce aux différentes restaurations, l'église de l'Assomption est dans un bon état.

## Origines de l'église
L'église de l'Assomption n'était pas la première église à cet endroit. Une autre église, dédiée à Pierre et Paul, existait auparavant sur le même lieu, construite de 1670 à 1690. Le 21 mai 1842 (2 juin dans le calendrier grégorien), la foudre touche le bâtiment, qui brûle complètement. Une église en bois, provisoire, dédiée à l'Épiphanie, est construite entre 1844 et 1845, avant que la construction d'une nouvelle église, en pierre, commence en 1868.

## Historique de l'église
La construction de l'église de l'Assomption remonte à 1868 pour se terminer en 1875.
Le 17 juillet 1875 (29 juillet dans le calendrier grégorien), un incendie endommage partiellement cette église. Elle doit être rénové. Ce n'est qu'en 1880 que la rénovation est terminée. Comparée à la chapelle du même village, l'église est plus imposante, même si elle reste relativement petite. Cette église devait être le centre du volost de Kenozero, qui compte alors 42 000 personnes. La sacralisation de l'église a lieu en 1880. Elle est en style néo-russe, reprenant les architecture russes classiques et des éléments byzantins.
Pendant les années soviétiques, l'église est saisie par l'État pour être transformer en salle polyvalente puis en internat. Le clocher, les cinq coupoles, la chapelle latérale et les décorations intérieures sont perdus.
En 1992, comme pour la chapelle du village, les restaurateurs russo-norvégiens commencent à étudier les projets de restaurations. Ces études sont terminées en 2008, et l'église est alors en travaux jusqu'en 2019.
L'église de l'Assomption est classée en 1990 objet patrimonial culturel d'importance régional.

## Galerie

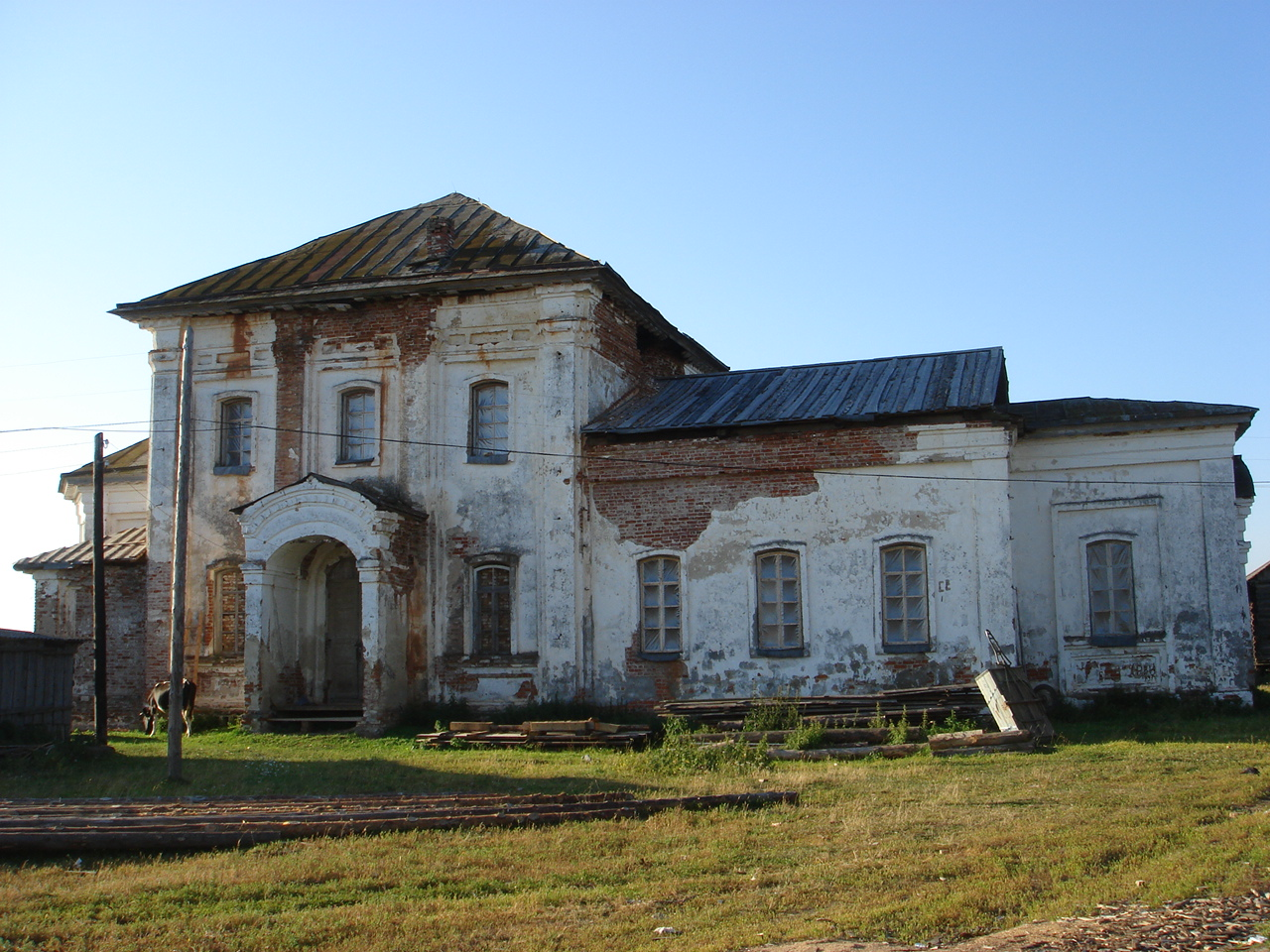
Église en 2006 avant le début des restaurations.
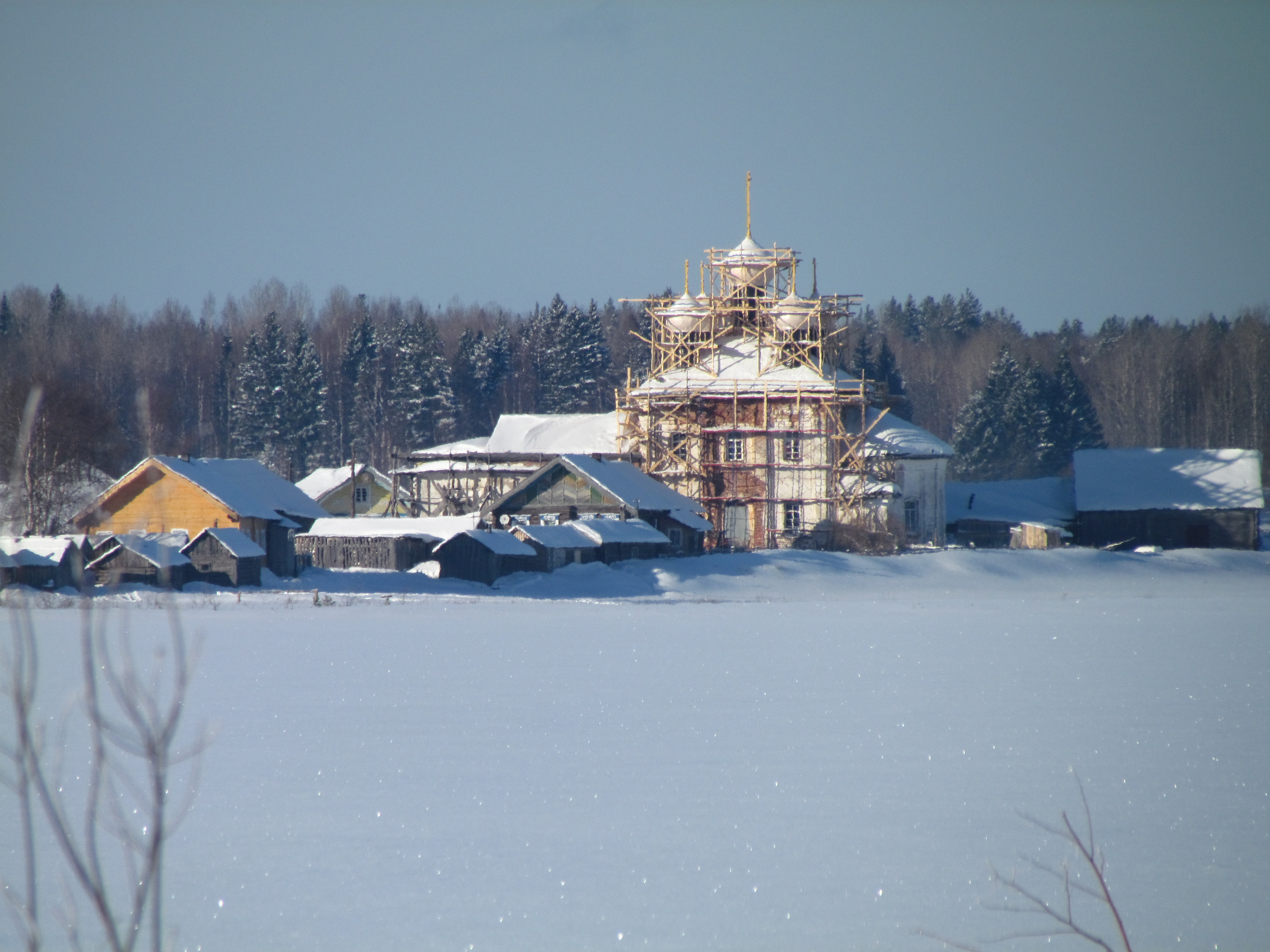
L'édifice en cours de restauration avec le village en 2017.
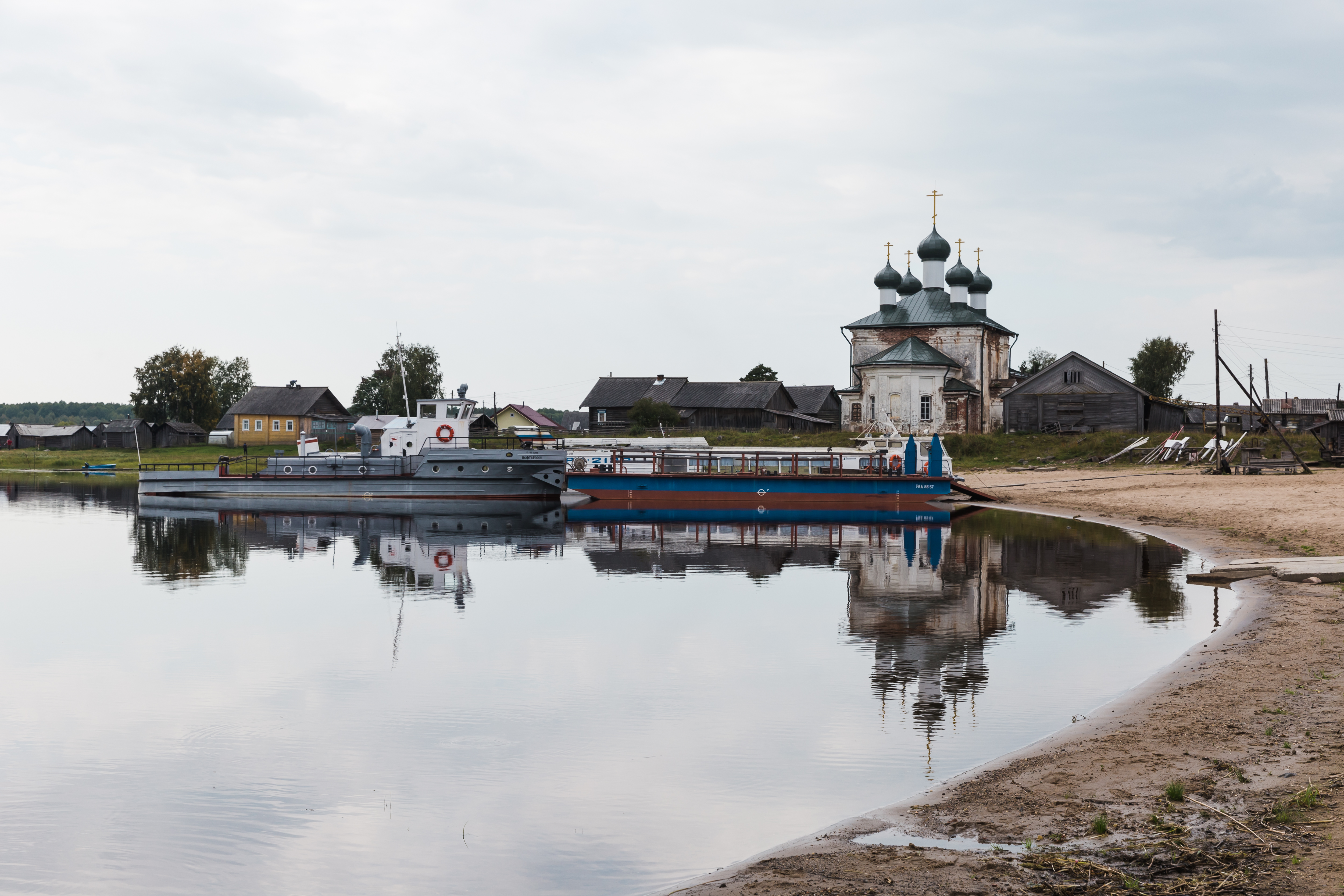
L'église après la fin des restaurations, en 2019.